# Hartmuth Horstkotte
Hartmuth Horstkotte (* 14. April 1931 in Hamburg; † 1. November 2015 in Berlin) war ein deutscher Jurist und Richter.

## Werdegang

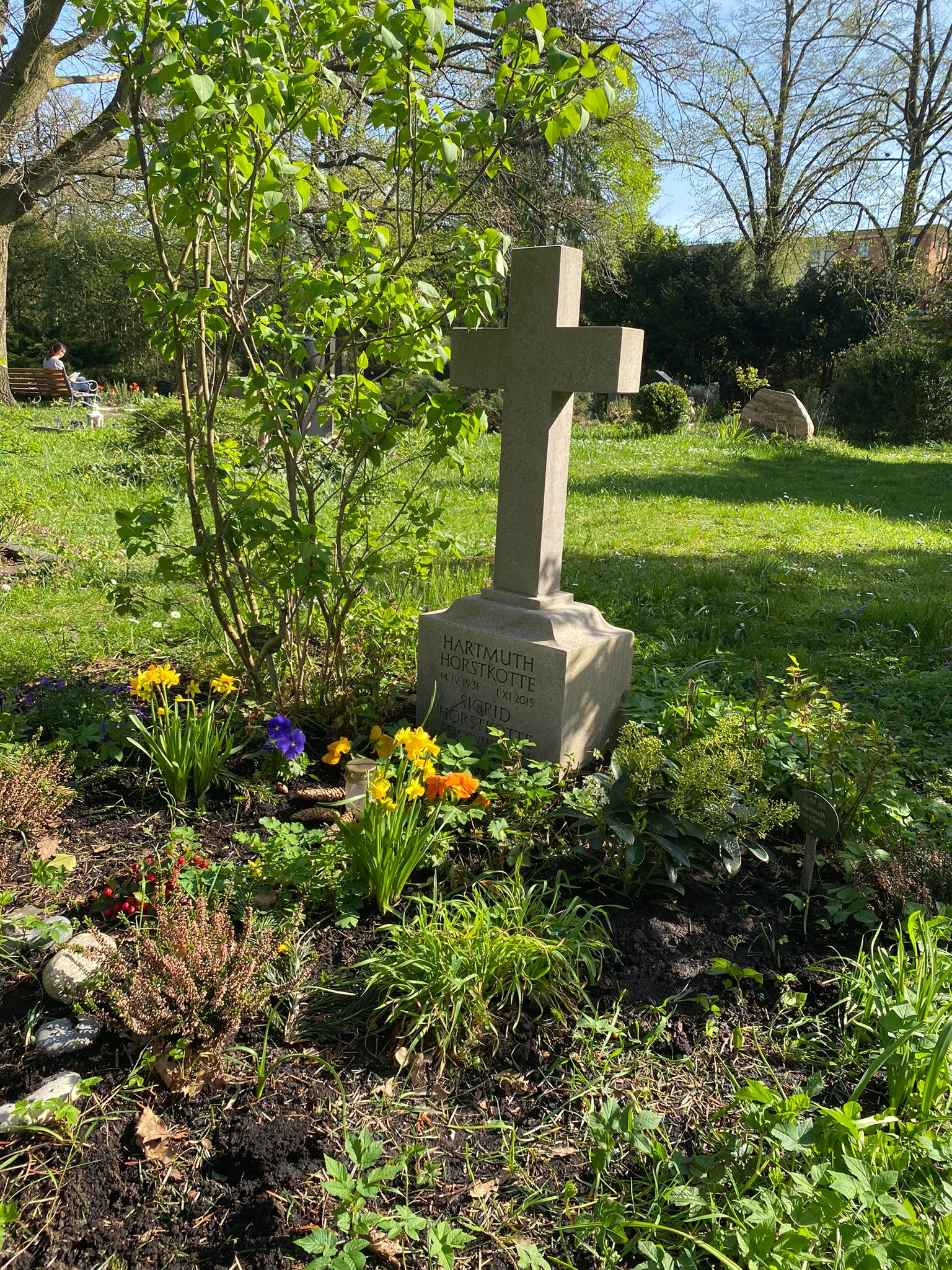
Grabstätte auf dem Dreifaltigkeitskirchhof II

Horstkotte legte 1954 und 1959 die juristischen Staatsprüfungen in Hamburg ab. Nach seiner Ernennung zum Landgerichtsrat in Hamburg 1962 erfolgte die Abordnung an das Bundesjustizministerium. 1966/67 war er wissenschaftlicher Assistent an der Universität Bonn. 1968 beförderte man ihn zum Landgerichtsdirektor während einer erneuten Abordnung zum Bundesjustizministerium. Im August 1969 erfolgte die Ernennung zum Ministerialrat. Als Referatsleiter für Strafrecht war er bei der Vorbereitung der Großen Strafrechtsreform beteiligt. Er leistete die Vorarbeiten zum Demonstrationsstrafrecht, Sexualstrafrecht und Abtreibungsrecht. Er vertrat die Entwürfe des Ministeriums in den Ausschüssen:

„Uns alle aber erfüllte Ministerialrat Dr. Horstkotte mit Bewunderung. Seine glasklare, druckreife Sprache und sein scharfer juristischer Verstand ließen sich kaum übertreffen. Er kannte die gesamte Literatur. Wenn er aber einmal überfragt war, was selten genug vorkam, ließ er sich selbst keine Ruhe, bis er auch die abgelegensten Stellen gefunden und sie uns abgezogen vorgelegt hatte.“

Horstkotte war auch in Unterausschüssen des Europarates als Vertreter der Bundesrepublik Deutschland tätig. 1975 wurde er an den Bundesgerichtshof berufen. Er gehörte dem 5. Strafsenat in Berlin an. Er war Berichterstatter in Mauerschützenprozessen, bei Entscheidungen wegen Rechtsbeugung der DDR-Justiz, und Verwertungsverboten, insbesondere bei fehlender Beschuldigtenbelehrung.
Er war Kommentator in der 10. und 11. Auflage des Leipziger Kommentars. Der promovierte Jurist Horstkotte war Dozent an der Freien Universität Berlin und in internationalen Gremien tätig.
Seine letzte Ruhestätte fand Hartmuth Horstkotte auf dem Dreifaltigkeitskirchhof II an der Berliner Bergmannstraße (Grablage J-010-023).